# Bud Schaeffer
Bud Stanley Schaeffer (13 maggio 1927 – 22 luglio 2015) è stato un cestista e allenatore di pallacanestro statunitense.

## Carriera
Dopo quattro anni al Wheaton College venne scelto al Draft NBA 1950 dai Chicago Stags con la 114ª chiamata.
Da allenatore ha guidato Taiwan ai Giochi olimpici di Melbourne 1956.